# 朔州滋润机场
朔州滋润机场，是位于山西省朔州市朔城区滋润乡的一座民用机场。一期规划旅客年吞吐量为55万人次。机场于2023年12月18日正式通航。

## 历史
朔州滋润机场于2016年2月获得场址批复，2019年3月，项目立项获得国务院和中央军委的联合批复。2020年5月，可行性研究报告获得国家发改委批复，同年6月总体规划获批。2021年3月，项目正式开工建设‌
朔州滋润机场于2021年3月15日开工建设，2023年8月实地试飞成功，11月通过验收。
最终，机场于2023年12月18日正式通航，首航航班由吉祥航空执飞朔州至上海浦东航线‌。

## 基础设施
机场建设总投资9.54亿元。是山西省首座“零碳”机场。
朔州滋润机场为单跑道运行模式，跑道长2600米、宽45米，飞行区等级4C，可运行机型包括空客A321、波音737-800同类及以下机型。按照设计，朔州滋润机场本期规划旅客年吞吐量为55万人次。
占地2361.3亩，航站楼面积为6500平方米。民航站坪设6个C类机位，1个B类通航机位。

## 航点
‌2025年度夏秋航班计划（3月30日至10月25日），机场运营航线3条，通航城市5个。
| 航空公司       | 目的地       |
| -------------- | ------------ |
| 华夏航空（G5） | 天津、长沙   |
| 吉祥航空（HO） | 上海/浦东    |
| 九元航空（AQ） | 广州、哈尔滨 |

## 机场交通
朔州滋润机场有机场专线朔州公交603路。